# Los Titanes
Los Titanes és un balneari del sud de l'Uruguai, ubicat al departament de Canelones. Forma part de la Costa de Oro.

## Geografia
Los Titanes es troba al sud-est del departament de Canelones, al sector 8. Al sud té platges sobre el Riu de la Plata; a l'est limita amb La Tuna, i a l'oest amb el balneari de San Luis.
El balneari s'ubica al km 66 de la Ruta Interbalneària.

## Població
Segons les dades del cens de 2004, Los Titanes tenia 106 habitants.
| Any  | Població |
| ---- | -------- |
| 1963 | 50       |
| 1975 | 61       |
| 1985 | 82       |
| 1996 | 112      |
| 2004 | 106      |

Font: Institut Nacional d'Estadística de l'Uruguai